# Альфа Золотой Рыбы
Альфа Золотой Рыбы (α Doradus, α Dor) — наиболее яркая звезда в южном созвездии Золотой Рыбы. Расстояние до данной звезды, определённое на основе измерения параллакса, составляет около  169 световых лет.
Данная звезда является двойной системой с общей видимой звёздной величиной, меняющейся в пределах от 3,26 до 3,30;  таким образом, данный объект является одной из наиболее ярких для земного наблюдателя двойных звёзд. Двойная система состоит из субгиганта спектрального класса B, вращающегося вокруг гиганта спектрального класса A по эллиптической орбите с периодом около 12 лет.

Расстояние между звёздами меняется от 2 а.е. в перицентре до 17,5 а.е. в апоцентре. Главный компонент, α Золотой Рыбы A,  является пекулярной звездой, атмосфера обладает слишком большим содержанием кремния.
У Альфы Золотой Рыбы существует оптический компаньон CCDM J04340-5503C, расположенный на расстоянии 77 угловых секунд при позиционном угле 94°. Однако эта звезда физически не связана с двойной системой.